# BV Cloppenburg
El BV Cloppenburg es un equipo de fútbol de Alemania que juega en la Niedersachsenliga, una de las ligas que conforman la quinta división de fútbol en el país.

## Historia
Fue fundado en el año 1919 en la ciudad de Cloppenburgo, en la Baja Sajonia al terminar la Primera Guerra Mundial y es el sucesor del desaparecido SV Cloppenburg 1911. En toda su historia ha pasado deambulando entre la cuarta y quinta división del fútbol alemán y disputaron su primer Copa de Alemania en la temporada 2006/07. Nunca ha jugado en la Bundesliga.

## Palmarés
- Copa Niedersachsen: 1

2006

## Jugadores

### Jugadores destacados
- Valdas Ivanauskas

- Jürgen Klopp